# Salar de Maricunga
Salar de Maricunga är en saltslätt i Chile.   Den ligger i regionen Región de Atacama, i den norra delen av landet, 700 km norr om huvudstaden Santiago de Chile.